# Miss You
"Miss You" er en single fra 1978 med The Rolling Stones. Sangen er medtaget på gruppens album fra samme år Some Girls.

## Inspiration og indspilning
"Miss You" blev skrevet af Mick Jagger, mens han have en jamsession med keyboardspilleren Billy Preston, under en prøve i marts 1977 til El Mocambo. Selvom guitarist Keith Richards er krediteret som medsangskriver, er det dog hovedsagelig Jaggers værk.
Flere af sangene på albummet Black and Blue havde indflydelse fra dance, og bestemte sange som "Hot Stuff" var i bund og grund et kompromis mellem Mick Jaggers voksende interesse i den moderne dance musik, og Keith Richards besættelse af reggae. "Miss You" var den første Rolling Stones single med indflydelse af disco, imidlertid er det mest bemærkelsesværdig dog trommeslagen Charlie Watts stil, og Bill Wymans funky bass. I modsætning til de fleste af The Stones sange på Some Girls var der mange studiemusikere på "Miss You". Melodien bliver sunget i en munter falsetto af Jagger, og Jagger, Richards og Ron Wood spillede elektriske guitarer. Elektrisk klaver blev spillet af Ian McLagan, mens saxofonen bliver spillet af Mel Collins, og harpen af Sugar Blue. Koret blev dannet af Keith Richards, Ron Wood, Mick Jagger..
Om nummeret sagde Jagger i 1995:” Jeg lavede faktisk dette sammen med Billy Preston. Ja, Billy havde vist mig four-on-the-floor bass- trommedelen, og jeg ville bare spille guitaren. Jeg husker, at vi spillede den på El Mocambo klubben, mens Keiths retssag kørte, eller hvad han nu lavede. Vi forventes at være der for at lave et livealbum... Jeg var stadig i gang med at skive det. Vi var kun ved prøvedelen..”

## Udgivelse og efterfølgende
"Miss You" blev en af de sidste virkelige store hit singler for The Stones, den blev deres ottende nummer 1. hit i USA, ved den udgivelse i 1978. Sangen var originalt næsten 8 minutter lang, men den endte med at blive redigeret ned til henholdsvis 4½ minut til albumversionen, og 3½ til radiosinglen. Den lange version på 7:31 kan findes på opsamlingsalbummet Rarities 1971-2003. B-siden til singlen blev et andet af albummets numre, nemlig "Far Away Eyes", der er en sorgløs country and western sang, der bliver sunget af Jagger i en drævende tone. 
I 2004 kårende Rolling Stone "Miss You" til en plads 496. over de 500 bedste sange overhovedet .
En live version blev optaget under The Stones 1989-1990 Steel Wheels/Urban Jungle Tour, og udgivet på deres live album fra 1991 Flashpoint.
Justin Timberlake sammenarbejde med The Stones til en live version af ”Miss You” til Toronto Rocks festival.

### Fodnote
1. ↑  Miss You
2. ↑  Miss You
3. ↑  "The RS 500 Greatest Songs of All Time : Rolling Stone". Arkiveret fra originalen 22. juni 2008. Hentet 29. oktober 2007.